# Vertriebsingenieur
Der Vertriebsingenieur, im Englischen auch als Sales Engineer bezeichnet, ist für die Vermarktung von Spitzentechnologien verantwortlich. Aufgestellt im Industriegütermarkt werden vom Vertriebsingenieur neben technischen auch wirtschaftliche, juristische und psychologische Kompetenzen gefordert. Er ist das Bindeglied zwischen den industriellen Kunden und dem eigenen Unternehmen. Reisebereitschaft, Fremdsprachkenntnisse, Interesse an anderen Kulturen und Kommunikationsgeschick sind Voraussetzungen, die ein guter Vertriebsingenieur unbedingt mitbringen sollte.
Das Einsatzgebiet von Vertriebsingenieuren erstreckt sich über alle technologie-orientierten Branchen (z. B. Maschinen- und Anlagenbau, Elektrotechnik, Medizintechnik, Telekommunikation und Software) mit erklärungsbedürftigen Produkten und Dienstleistungen. Zur gezielten Vermarktung komplexer Produkte verknüpft er technisches Wissen mit markt- und kommunikationspsychologischen Kenntnissen.

## Definition
Vertriebsingenieure (VI) verkaufen technische Produkte an Unternehmen. Dabei beraten sie ihre Kunden und schlagen sowohl technisch als auch ökonomisch realisierbare Lösungen vor, die den Kunden und ihrem eigenen Unternehmen größtmöglichen Nutzen  ermöglichen.
VIs verstehen die Technik des Produkts und dessen Einsatzgebiete. Sie verfügen über wirtschaftswissenschaftliches Fachwissen, um die ökonomischen Bedingungen zu verstehen und zu berücksichtigen.
VIs beherrschen die Kombination aus Ingenieur- und Wirtschaftswissenschaften vereint mit juristischen und psychologischen Kompetenzen.
Ihre kommunikativen Fähigkeiten versetzen sie in die Lage, Bindeglied zwischen den Kunden und dem eigenen Unternehmen zu sein. Mit ihrem Handeln als VI führen sie Verhandlungen über technische und kommerzielle Bestandteile der vertraglichen Vereinbarungen zwischen den Unternehmen.
Das Einsatzgebiet von Vertriebsingenieuren erstreckt sich über alle technologie-orientierten Branchen mit erklärungsbedürftigen Produkten und Dienstleistungen. Beispiele für Branchen sind Maschinen- und Anlagenbau, Elektrotechnik, Medizintechnik, Informations- und Telekommunikationstechnik aber auch Softwareentwicklung.
Vertriebsingenieure sind also Ingenieure und Kaufleute zugleich.

## Aufgabenbereiche
Der Vertriebsingenieur bearbeitet ein interdisziplinäres Aufgabenfeld und verfolgt dabei den Grundsatz der integrierten Kundenorientierung (vgl. Bruhn 2002). Im Rahmen des Vertriebsprozesses sind dem Vertriebsingenieur vielfältige Aktivitäten zugeschrieben. Dazu gehören zum Beispiel:
- Vertrieb von Produkten und technischen Dienstleistungen
- Planung und Gestaltung der Vertriebsstrategie
- Produktmanagement
- Marketing
- Marktbearbeitung und -analyse
- Angebotserstellung
- Auftragsabwicklung
- Kundendienst
- Presales
- After-Sales-Management
- Customer-Relationship-Management
- Vertriebscontrolling

## Qualifikationsprofil
Zum Führen der Berufsbezeichnung „Vertriebsingenieur“ muss mindestens der akademische Abschluss einer Ingenieurausbildung vorliegen, in der Regel in einem der MINT-Fächer. Oft sind auch Wirtschaftsingenieure im Vertrieb tätig. Ohne ein abgeschlossenes Ingenieurstudium stellt das Führen dieser Berufsbezeichnung in Deutschland eine Straftat im Sinne des § 132a StGB dar. Trotzdem sind die rechtswidrigen Bezeichnungen „Ingenieur“ und „…ingenieur“ sehr häufig anzutreffen in Verbindung mit z. B. Vertriebsingenieur, Systemingenieur, Projektingenieur usw.
Aufgrund der wachsenden Komplexität heutiger Technologien und Produkte benötigen Wirtschaft und Industrie zunehmend technisch und wirtschaftlich ausgebildete Vertriebskräfte, die sowohl komplexe Systeme, als auch wirtschaftliche Zusammenhänge verstehen. Eine Kernkompetenz von Vertriebsingenieuren liegt darin, die Funktions-, Wirk- und Bauzusammenhänge von Entwicklungen auf verständliche Art erklären zu können. Daneben müssen diese Fachkräfte auch in kaufmännischen Belangen ausgebildet sein, um den Kundennutzen, beispielsweise anhand wirtschaftlicher Vorteile durch das eigene Produkt, erkennen und vermarkten zu können.
Vertriebsingenieure agieren im Industriegütermarkt und können in Unternehmen vielfältig eingesetzt werden. Innerbetriebliche Koordination, Vermittlung zwischen Abteilungen und Produktmanagement gehören aufgrund des breitbandigen Wissens über technische und betriebswirtschaftliche Zusammenhänge zu den weiteren Einsatzmöglichkeiten der Vertriebsingenieure.
Eine wesentliche Voraussetzung für den Beruf des Vertriebsingenieurs ist Interesse an Technologie und ingenieurwissenschaftlichen Themen. Er muss Problemstellungen von Kunden erkennen und verstehen, um dann gemeinsam mit den Leistungen seines Unternehmens Lösungen für den Kunden zu finden. Dazu gehört auch die Bereitschaft, sich im Bedarfsfall mit technischen Details auseinanderzusetzen.
Technisches Können reicht hierzu aber nicht aus. Vertriebsingenieure brauchen die Fähigkeit, guten Kontakt zu ihren Gesprächspartnern herzustellen. Sie müssen sich für deren Situation interessieren, geeignete Fragen stellen und Vertrauen für sich und ihr Unternehmen erzeugen. Dazu benötigen sie ausgeprägte Kommunikationskompetenzen.
Lösungen, die sich schließlich auf dem Papier abzeichnen, sind noch lange keine Garantie für den Geschäftserfolg. Es müssen Mitstreiter auf Kunden- und Anbieterseite gefunden werden, die von dieser Lösung überzeugt und begeistert werden. Es sind Projektteams zu bilden, um das angestrebte Ziel zu erreichen.
In den meisten Fällen agieren Vertriebsingenieure in einem globalen Umfeld. Um Kunden zu verstehen und eine gute Beziehung aufbauen zu können, müssen sie sich mit deren Kultur auseinandersetzen. Wer nur das akzeptiert, was er von zuhause kennt, ist in diesem Beruf fehl am Platz. Vielmehr muss man als Vertriebsingenieur neugierig auf andere Länder, deren Kulturen und Sprachen sein, um die Menschen und deren Geschäft verstehen zu können. Neben dem Interesse an Technik ist also ein Interesse an der Beschäftigung mit Menschen und deren Verhaltensweisen notwendig.
Auch Marketingwissen ist wichtig, da Vertriebsingenieure sich täglich mit den aktuellen Entwicklungen in den Märkten beschäftigen.
Als Vertriebsingenieur muss man außerdem zu einem großen Arbeitseinsatz und besonderer Flexibilität bereit sein, da die Arbeit sehr stark durch die Kunden geprägt ist.
Die Aufgaben im technischen Vertrieb sind heute zu unternehmerischen Aufgaben geworden. Vom Handeln, den Entscheidungen und der Kompetenz des Vertriebsingenieurs hängt es sehr stark ab, ob Geschäfte auch wirtschaftlich erfolgreich sind oder nicht. Er benötigt deshalb ausgezeichnete Kenntnisse in den Bereichen Rechnungswesen, Finanzierung, Controlling und Vertragsrecht.
Insgesamt müssen Vertriebsingenieure als Generalisten fähig sein, situativ die Schwerpunkte ihres Handelns auf die Erfolg versprechenden Bereiche zu legen. Nachdem beispielsweise eine Beziehung zu einem Gesprächspartner erfolgreich aufgebaut werden konnte, müssen sie sich intensiv auf die „sachliche“ Lösungsfindung konzentrieren.
Neben den Hard Skills (fachlichen Fähigkeiten, wie Konstruieren, technisches Zeichnen etc.) sind die Soft Skills (weiche Fähigkeiten bzw. soziale Kompetenz) eben von entscheidender Bedeutung. Der Grund dafür liegt nahe. Der Vertriebsmitarbeiter muss das Produkt immer zwei Mal verkaufen. Einmal beim Kunden, das zweite Mal im eigenen Unternehmen. Im eigenen Unternehmen verhandelt er, wenn es um technische, zeitliche und preisliche Festlegungen geht. Der Erfolg des Vertriebsingenieurs beruht demnach darauf, dass er auf Grundlage seiner Soft Skills nicht allein die Tür zum Kunden und zu den eigenen Abteilungen geöffnet bekommt, sondern ebenso Widerstände hier wie dort überwinden kann.
Winkelmann stellt fest, dass die Mitarbeiter im Vertrieb elf Persönlichkeitsmerkmale mitbringen sollten:
- Commitment: Verantwortung übernehmen
- Involvement: Einsatz zeigen, der „Motor“ sein
- Stehvermögen: Hartnäckig sein, Widerstände überwinden
- Selbstständigkeit
- Integrität: Glaubhaftes Auftreten
- Kreativität
- Selbstorganisation
- Konzeptionelle Fähigkeiten: zum Beispiel Entscheidungsfähigkeit
- Erfahrung mit EDV-Anwendungen
- Kenntnisse in der Projektarbeit: Zusammenarbeit und Teamarbeit in interdisziplinären Teams
- Interesse an permanenter Weiterbildung: Einarbeitung in „Neues“

Es ist nicht genau festgelegt, in welchem Verhältnis Soft und Hard Skills sich ergänzen, ein 50:50-Verhältnis ist sicherlich gerade bei Vertriebsingenieuren notwendig.
In Deutschland finden sich aufgrund des hohen Exportanteils immer mehr die englischen Bezeichnungen für Vertriebsingenieure, wie Sales Engineers, System Engineer International Sales, Junior/Senior Sales Engineer, Junior/Senior Sales Manager, Export Sales Executive oder Service Engineer.

## Aus- und Weiterbildung

### Trainee-Programme
Der Einstieg in den technischen Vertrieb wird für viele Ingenieurdisziplinen unternehmensspezifisch über Trainee-Programme realisiert.

### Studium
Es gibt die Möglichkeit eines Studiums an der Universität oder an der FH speziell für Vertriebsingenieure. Hierbei ist zu beachten, dass sich dieses durch den technischen Schwerpunkt, als auch durch die Inhalte vom Studium des Wirtschaftsingenieurwesen unterscheidet.
Universitäten Deutschland
| Einrichtung                | Studiengang                                      | Abschluss                                  | Dauer             |
| Berlin (Freie Universität) | „Technischer Vertrieb“ – weiterbildendes Studium | Master of Business Marketing (MBM)         | 2 Semester        |
| Bochum (Ruhr-Universität)  | „Sales Engineering and Product Management“       | Bachelor of Science bzw. Master of Science | 7 bzw. 3 Semester |

(Fach-)Hochschulen Deutschland
| Einrichtung                               | Studiengang                                                                   | Abschluss                                                     | Dauer                                                                    |
| Aachen (FH)                               | „Wirtschaftsingenieurwesen“, Vertiefungsrichtung Vertriebsingenieur           | Bachelor of Science                                           | 7 Semester                                                               |
| Aalen (HS)                                | „Internationaler technischer Vertrieb“                                        | Bachelor of Engineering                                       | 7 Semester (inkl. 1 Praxissemester)                                      |
| Aschaffenburg (TH)                        | „Internationales Technisches Vertriebsmanagement“                             | Bachelor of Engineering                                       | 7 Semester (inkl. 1 Auslandssemester im nicht-deutschsprachigen Ausland) |
| Bremen (HS)                               | „Internationales Vertriebsmanagement“                                         | Dipl.-Ingenieur (FH)                                          | 8 Semester                                                               |
| Brühl (FH)                                | „Vertriebsingenieurwesen“                                                     | Bachelor of Science                                           | 7 Semester (Dualer Studiengang)                                          |
| Eisenach (BA)                             | „Technisches Management“                                                      | Bachelor of Engineering                                       | 6 Semester                                                               |
| Furtwangen (FH)                           | „Sales and Service Engineering“ (Aufbaustudiengang)                           | Master of Business Administration                             | 3 Semester                                                               |
| Gießen (FH)                               | „Internationaler Vertrieb“ (Aufbaustudiengang)                                | Dipl.-Vertriebsingenieur (FH)                                 | 3 Semester                                                               |
| Ingolstadt (HS)                           | „Maschinenbau“ – Schwerpunkt Projektierung und Vertrieb                       | Dipl.-Ing.                                                    | 8–9 Semester                                                             |
| Kaiserslautern (FH), Standort Zweibrücken | „Vertriebsingenieur“ (Fernstudiengang)                                        | MBA Vertriebsingenieur                                        | 4 Semester                                                               |
| Karlsruhe (HS)                            | „Wirtschaftsingenieurwesen Fachrichtung Vertriebsingenieurwesen“              | Bachelor bzw. Master of Science                               | 8 bzw. 2 Semester                                                        |
| Kiel (FH)                                 | „Internationales Vertriebs- & Einkaufsingenieurwesen“                         | Bachelor of Engineering bzw. Master of Industrial Engineering | 6 bzw. 3 Semester                                                        |
| Konstanz (HS)                             | Masterstudium „Mechanical Engineering und International Sales Management“     | Master of Engineering                                         | 3 Semester                                                               |
| Landshut (FH)                             | „Industriemarketing & technischer Vertrieb“                                   | Master of Business Administration                             | 3 Semester                                                               |
| Mannheim (DH)                             | „Wirtschaftsingenieurwesen – Technischer Vertrieb“                            | Bachelor of Engineering                                       | 6 Semester                                                               |
| Mosbach (DH)                              | „Wirtschaftsingenieurwesen – Internationales Technisches Vertriebsmanagement“ | Bachelor of Engineering                                       | 6 Semester                                                               |
| Reutlingen (FH)                           | „Internationales Projektingenieurwesen“ or „International Projectengineering“ | Bachelor of Engineering                                       | 7 Semester                                                               |
| Soest (FH)                                | „Wirtschaftsingenieurwesen – Technischer Vertrieb“                            | Bachelor of Engineering (B.Eng.)                              | 6 und 7 Semester (inkl. 1 Praxissemester)                                |
| Wolfenbüttel (FH)                         | „Vertriebsmanagement“ (Fernstudiengang)                                       | Master of Business                                            |                                                                          |

### Weiterbildung
Der Verein Deutscher Ingenieure e. V. (VDI) hat im Jahr 1998 den VDI-Lehrgang „Vertriebsingenieur VDI“ (ehemals „Lehrgang Technischer Vertrieb“) ins Leben gerufen. Dieser Lehrgang vermittelt fehlende Fach- und Methodenkenntnisse für Ingenieure, die im Technischen Vertrieb tätig sind bzw. tätig werden wollen. Das Abschlusszertifikat des Lehrgangs berechtigt diplomierte Ingenieure zum Führen des Titels „Vertriebsingenieur VDI“. Als Lehrbasis gilt die Richtlinie VDI 4501 „Wissensbereiche und Lerninhalte zur Qualifizierung von Ingenieuren im Vertrieb“.
Der Lehrgang wird in Kooperation zwischen dem VDI und der Ruhr-Universität Bochum angeboten und wird regelmäßig von der Akademie der Ruhr-Universität in Zusammenarbeit mit dem Lehrstuhl für Industrial Sales Engineering (ISE) organisiert.

## VDI Vertriebstag
Der VDI Vertriebstag ist eine regelmäßig stattfindende Fachtagung, welche unter einem jeweils wechselnden Schwerpunkt bzw. Leitmotiv vertriebsrelevante Themen in einer Expertenrunde erörtert.
Das Teilnehmerfeld setzt sich aus berufserfahrenen Vertriebsingenieuren und Führungskräften zusammen, die anhand praxisnaher Vorträge und Best-Practice-Beispielen Erfahrungen und Probleme des technischen Vertriebs diskutieren.
Hierbei geht es vorrangig darum, aus den unterschiedlichen sowohl positiven als auch negativen Praxiserfahrungen der Referenten und Teilnehmer, Lösungsansätze und Potentiale für die eigenen Vertriebsaktivitäten im gemeinsamen Dialog offenzulegen.
Ein weiterer wesentlicher Aspekt der Veranstaltung ist außerdem das Vergrößern des eigenen Netzwerks, um mögliche Synergieeffekte zwischen Unternehmen nutzen zu können.
Das Europäische Forschungszentrum für Business-to-Business Management (eurom) organisiert den Vertriebstag im Namen des VDI und sorgt für die Planung und Durchführung der Veranstaltung.
Die Themenschwerpunkte des VDI Vertriebstags legt der Programmausschuss des VDI unter Berücksichtigung aktueller Branchentrends oder wirtschaftspolitischer Gesichtspunkte fest.
Der letzte VDI Vertriebstag fand am 8. März 2012 unter dem Leitmotiv „Erneuerbare Energien“ im Hotel Park Inn in Bochum statt. Im Jahr zuvor lag der Fokus der Veranstaltung im Bereich „Medizintechnik“.